# Urophora caurina
Urophora caurina
 es una especie de insecto díptero. Doane lo describió científicamente por primera vez en el año 1899.
Esta especie pertenece al género Urophora de la familia Tephritidae.